# Norwegische Badmintonmeisterschaft 1958
Die Norwegische Badmintonmeisterschaft 1958 fand in Oslo statt. Es war die 14. Austragung der nationalen Meisterschaften von Norwegen im Badminton.

## Titelträger
| Disziplin    | Sieger                          |
| ------------ | ------------------------------- |
| Herreneinzel | Hans Gustav Myhre               |
| Dameneinzel  | Randi Holand                    |
| Herrendoppel | Hans Gustav Myhre Wilhelm Koren |
| Damendoppel  | Randi Holand Ragnhild Holand    |
| Mixed        | Hans Sperre Randi Holand        |